# Bevo Nordmann
Robert William „Bevo” Nordmann (ur. 11 grudnia 1939 w St. Louis, zm. 24 sierpnia 2015 w De Witt) – amerykański koszykarz, występujący na pozycji środkowego, mistrz NBA z 1965 roku, po zakończeniu kariery sportowej trener koszykarski.
Zmarł na raka 24 sierpnia 2015.

## Osiągnięcia
Na podstawie, o ile nie zaznaczono inaczej.
NCAA
- Wicemistrz turnieju National Invitation Tournament – NIT (1961)
- Uczestnik II rundy turnieju NIT (1959–1961)
- Zaliczony do:
  - I składu konferencji Missouri Valley (MVC – 1960)
  - Galerii Sław Sportu Saint Louis (2005)

NBA
- Mistrz NBA (1965)[3]

Trenerskie
- Mistrz sezonu regularnego konferencji Big Ten (1967 – jako asystent)